# ブロードキャストASUKA
『ブロードキャストASUKA』（ブロードキャストあすか）は、大阪芸術大学、KBS京都テレビ、サンテレビ、tvk（3局共同制作）によって制作された産学協同ドラマ第6弾。2008年10月から全13話（7エピソード）を2009年3月には総集篇が放送された。ハイビジョン制作（地上波アナログではレターボックス放送）。
このシリーズは、大阪芸術大学とテレビ局がタッグを組み制作し、大阪芸術大学の現役学生が主役を演じていることが話題になっているが、本作もそれを引き継いでいる。
制作・著作はKBS京都と大阪芸術大学になっている。

## 概要
大阪芸術大学テレビ（OUA-TV）での懸賞番組制作を目指し、仲間とともに大学の謎や伝説を発見していくという頭脳派青春アドベンチャー物語。舞台は大学のキャンパスがメイン。

## キャスト
- 桜井明日香：小林加奈
- 松原聖太郎：岡田啓人
- 葛城香恋：濱名美希
- トーマス・ワンダー：グレッグ・ロービック
- 柏原隼人：植田竜也
- 二階堂重造：原田伸郎

原田伸郎以外は全員、大阪芸術大学の現役の学生及び大学院生である。

## ゲスト
- 香取恭子・名取裕子（2役）：名取裕子（エピソード1）
- 溝口清純：浜畑賢吉（エピソード1、現在、大阪芸術大学教授・舞台芸術学科長であり、当番組のキャスティングプロデューサーもある）
- 増渕敏郎：妹尾和夫（エピソード1）
- 富田林教授：桑原征平（エピソード2、現在、大阪芸術大学客員教授でもある）
- 伊達次郎：井岡弘樹（エピソード3）
  - その他にも、田中美里、川上麻衣子、我修院達也など多数俳優陣が出演している。

## 主題歌
- 主題歌「まだ夢がある」 矢野勝也
- エンディングテーマ「君に涙のある訳は」 加納美樹

※いずれも、作詞がもず唱平、作曲が円広志である。

## 放送局
| 放送地域       | 放送局        | 放送期間                       | 放送日時                 |
| -------------- | ------------- | ------------------------------ | ------------------------ |
| 千葉県         | チバテレ      | 2008年10月2日 - 2008年12月25日 | 木曜 19時30分 - 20時00分 |
| 神奈川県       | tvk           | 2008年10月2日 - 2008年12月25日 | 木曜 21時00分 - 21時30分 |
| 和歌山県       | テレビ和歌山  | 2008年10月3日 - 2008年12月26日 | 金曜 22時00分 - 22時30分 |
| 岡山県・香川県 | 岡山放送      | 2008年10月4日 - 2008年12月27日 | 土曜 25時35分 - 26時05分 |
| 京都府         | KBS京都テレビ | 2008年10月5日 - 2008年12月28日 | 日曜 22時00分 - 22時30分 |
| 奈良県         | 奈良テレビ    | 2008年10月6日 - 2008年12月29日 | 月曜 22時00分 - 22時30分 |
| 兵庫県         | サンテレビ    | 2008年10月7日 - 2008年12月30日 | 火曜 20時54分 - 21時24分 |
| 三重県         | 三重テレビ    | 2008年10月14日 - 2009年1月6日  | 火曜 20時30分 - 21時00分 |

※従来の放映局は独立UHF局だけだったが、本作はフジテレビ系列の岡山放送が加わり、全8局となった。岡山放送は唯一深夜枠での放映。

※スポンサーは大阪芸術大学の単独提供の局もあれば、大阪芸術大学を筆頭とした複数社提供の局もある。